# Irancy
Irancy är en kommun i departementet Yonne i regionen Bourgogne-Franche-Comté i norra Frankrike. Kommunen ligger i kantonen Coulanges-la-Vineuse som tillhör arrondissementet Auxerre. År 2022 hade Irancy 243 invånare.

## Befolkningsutveckling
Antalet invånare i kommunen Irancy
| Referens: INSEE |